# Wawelkatedralen
Wawelkatedralen är Krakóws domkyrka och är belägen inom slottet Wawels murar. I katedralen vilar ett flertal polska kungar och en svensk, Sigismund (polska: Zygmunt III Waza), samt andra icke-kungliga historiskt viktiga personer.
Den ursprungliga kyrkan uppfördes omkring 1020, men den nuvarande byggnaden härstammar från 1300-talet.